# 이충우 (야구인)
이충우(1958년 8월 13일 ~)는 대한민국의 전직 야구선수이다.
롯데 자이언츠에서 프로로 데뷔했으나 1988년 11월 24일 동료 야구선수 정영기와 함께 태평양의 박상국과 맞트레이드가 되어 태평양 돌핀스 유니폼을 입고 다음해에 출전하지는 못하고 은퇴하였다.